# Finley Melville Ives
Finley Melville Ives, né le 6 juillet 2006 à Dunedin, est un skieur acrobatique néo-zélandais, spécialisé en half-pipe mais pratiquant aussi  Slopestyle et le Big Air.

## Biographie
Melville Ives a grandi à Wānaka, où il a appris à skier à l'âge de trois ans.Son frère jumeau Campbell Melville Ives est un snowboarder actif.
Melville Ives fait ses débuts en compétition internationale le 15 août 2019, lors d'une compétition dans le cadre de la Coupe d'Australie-Nouvelle-Zélande à Cardrona. Il participe à son premier événement international majeur deux ans et demi plus tard aux Championnats du monde juniors de ski acrobatique à Leysin, où il obtient comme meilleur classement une septième place en halfpipe.
Le 16 décembre 2022, Melville Ives fait ses débuts à 16 ans en Coupe du monde à Copper Mountain avec son premier top 10 en halfpipe ; il réalise trois autres top 10 au cours de la saison, terminant la Coupe du monde de halfpipe à la 8e place.
En 2024, Melville Ives a participé aux Jeux olympiques de la jeunesse d'hiver à Gangwon : après une 23e place en slopestyle, il remporte finalement la médaille d'argent en halfpipe derrière son coéquipier Luke Harrold.
Lors des Championnats du monde 2025, il remporte le titre en halfpipe en scorant 96,00 dès son premier run.

## Palmarès

### Championnats du monde
| Épreuve / Édition      | Halfpipe             |
| Mondiaux 2025 Engadine | Médaille d'or, monde |

### Coupe du monde
- 1 podiums en half-pipe dont 1 victoire.

| Saison / Épreuve | Half-pipe |
| ---------------- | --------- |
| 2024-2025        | Calgary   |

### Jeux olympiques de la jeunesse
- Médaille d'argent en half-pipe aux Jeux olympiques de la jeunesse d'hiver de 2020